# Sauchie
Sauchie är en ort i Storbritannien.   Den ligger i kommunen Clackmannanshire och riksdelen Skottland, i den norra delen av landet, 600 km norr om huvudstaden London. Sauchie ligger 40 meter över havet och antalet invånare är 6 000.
Terrängen runt Sauchie är platt åt sydost, men åt nordväst är den kuperad. Runt Sauchie är det ganska tätbefolkat, med 134 invånare per kvadratkilometer. Närmaste större samhälle är Alloa, 2,1 km sydväst om Sauchie. I omgivningarna runt Sauchie växer i huvudsak blandskog.